# Первый смертный грех
«Первый смертный грех» (англ. The First Deadly Sin) — триллер по одноименному бестселлеру Лоренса Сандерса. Фильм вышел в прокат 3 октября 1980 года (в США).
Эта кинокартина стала последней в карьере Фрэнка Синатры, который сыграл роль стареющего полицейского. А для Брюса Уиллиса, сыгравшего в нём эпизодическую роль, фильм явился кинодебютом.

## Сюжет
Детектив нью-йоркской полиции Эдвард Делани (Фрэнк Синатра) расследует жестокое убийство, в то время как его жена Барбара (Фэй Данауэй) в тяжёлом состоянии находится в больнице после неудачной операции на почках. Личные проблемы Эдварда заставляют его с головой окунуться в расследование. Проведя аналогию, опытный полицейский понимает, что имеет дело с серийным убийцей. Он даёт себе слово любой ценой поймать преступника. Заручившись помощью куратора музея, коронера и вдовы одной из жертв, он выходит на бизнесмена по имени Бланк и начинает с ним тонкую психологическую игру, не имея права на ошибку.

## В ролях
- Фрэнк Синатра — Эдвард Делани
- Фэй Данауэй — Барбара Делани
- Дэвид Дьюкс[англ.] — Дэниел Бланк
- Джордж Коу[англ.] — Доктор Бернарди, коронер
- Бренда Ваккаро — Моника Гилберт, вдова
- Мартин Гейбел — Кристофер Ленгли
- Брюс Уиллис — человек, входящий в закусочную (в титрах не указан)

## Награды и номинации
- Номинация на премию Эдгара Аллана По за лучший фильм.
- Мартин Гейбел номинировался на кинопремию «Сатурн» за лучшую роль второго плана
- Фэй Данауэй номинировалась на «Золотую малину» как худшая актриса